# Flughafen La Tontouta

i7
i11
i13
Flughafen La Tontouta oder Flughafen Nouméa - La Tontouta (Französisch: Aéroport de Nouméa - La Tontouta, IATA-Code: NOU, ICAO-Code: NWWW) ist der Hauptflughafen von Neukaledonien in der Gemeinde Païta, etwa 52 Kilometer nordwestlich der Stadt Nouméa. 2022 nutzten den Flughafen pandemiebedingt nur über 320.000 Passagiere, während es im Jahr 2019 noch  über 560.000 Passagiere waren. Der Flughafen wird von dem Flughafenbetreiber Tontouta Air Service (TAS) betrieben. Flugzeuge werden hier von der TAS (Tontouta Air Service) und der Air Calédonie International gewartet. Auf dem Flughafen sind Zoll, Einwanderungspolizei, Flughafenpolizei, zivile Flugdienste und eine meteorologische Station untergebracht.
Daneben wird er als Militärflugplatz auch von den französischen Streitkräften in Neukaledonien genutzt. Die Luftstreitkräfte bezeichnen ihn als Base aérienne 186 Nouméa und die Marine als Base aéronavale de Tontouta.

## Geschichte

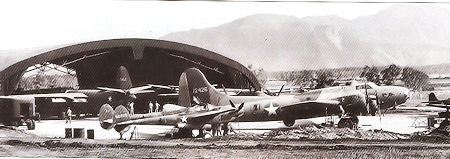
B-17 der USAAF in Tontouta, 1942

Der Flughafen wurde 1941 durch die Forces françaises de l’intérieur angelegt und nach Ausbruch des Pazifikkrieges von den US-Streitkräften übernommen und ausgebaut. Zwischen 1969 und 1975 war Tontouta lediglich ein Reserveplatz. Anschließend wurde er reaktiviert, modernisiert und 1976 wiedereröffnet. Die Kontrolle wurde 2011 an die französische Armée de l’air übertragen.

## Militärische Nutzung
Den militärischen Bereich des Flughafens nutzen (Stand 2022) Detachments der Flottille 25F der Aéronavale, ausgerüstet mit Falcon 200 Gardian, und die Armée de l’air et de l’espace hat hier eine Verbindungsstaffel, die l'escadron de transport outre-mer (ETOM 00.052) stationiert. Sie ist mit Helikoptern (Fennec und Puma) und Airbus CN235-200 Transportern ausgerüstet.

## Zivile Nutzung

### Fluggesellschaften und Ziele
- Aircalin: Auckland, Brisbane, Nadi, Singapur, Papeete, Tokio,  Port Vila, Sydney, Wallis
- Air New Zealand: Auckland
- Air Vanuatu: Port Vila
- Qantas: Brisbane, Sydney

Es gibt keine Direktverbindung nach Frankreich. Air France bietet Flüge mit Umsteigen in Tokio (Codeshare mit Aircalin).

### Flughafeneinrichtung
Der Flughafen ist täglich 24 Stunden geöffnet. Er bietet ein Passagierterminal, ein Cargoterminal und fünf Fluggerätetribünen.
Als Navigationshilfen werden Precision Approach Path Indicator (PAPI), Drehfunkfeuer (VOR) und Distance Measuring Equipment (DME) eingesetzt, das Instrument Landing System (ILS) entspricht der Kategorie I. Die Anflugbeleuchtung besteht aus Runway Edge Lights - High Intensity Runway Lights (HIRL). Der Flughafen erfüllt die Feuerklasse 7 und die ICAO-Kategorie A. Als maximale Flugzeuggröße wird eine Boeing 747-400 angegeben.

### Passagiereinrichtung
Der Flughafen hat jährlich eine Kapazität von 2 Millionen Passagiere mit 13 Check-In-Schaltern und fünf Gates. Es gibt 320 Stellplätze für kurze und 120 für eine längere Zeit. Außerdem befinden sich dort ein Flughafenhotel, ein Postamt, eine Bank mit einem Geldwechsler, verschiedene Restaurants, Cafeterias und Bars, ein VIP-Aufenthaltsraum, mehrere Einkaufsläden, ein Reisebüro, mehrere Autoverleihunternehmen (Avis, Budget, Hertz, ACINQ, Thrifty und Nouméa Technic Auto), zwei Taxigesellschaften und ein Baby-Eltern-Raum.

### Behinderteneinrichtungen
Der Flughafen ist mit einem Behinderteneingang, zehn Behindertenparkplätzen, einem Aufzug und einer Auffahrrampe sowie einer Behindertentoilette ausgestattet.

### Cargoeinrichtung
Der Frachtbereich verfügt über ein Zolllager, die Flugzeugwartung, eine automatische Abfertigung, ein Kühllager, eine Tiefgefrieranlage, eine Frischfleisch-Untersuchung, Gesundheitsbeamte, ein Röntgen-Aufnahmegerät und eine Verneblungsausrüstung.

## Zwischenfälle
- Am 21. Januar 1982 wurde eine Douglas DC-4/C-54E-15-DO der französischen Aéronavale (Marineflieger) (Luftfahrzeugkennzeichen FrNav 49148) in einer Höhe von 1002 Metern gegen den Berg Kokoréta (Neukaledonien) geflogen. Beim Flugtraining auf dem Flughafen La Tontouta wurde zehnmal ein Touch-and-Go geübt, bis die Maschine nach links in den Berg flog. Bei diesem CFIT (Controlled flight into terrain) wurden alle 7 Besatzungsmitglieder getötet.[2]